# 圣索维
圣索维（法語：Saint-Sauvy，法語發音：[sɛ̃ sovi]）是法国热尔省的一个市镇，属于欧什区。

## 地理
圣索维（43°41'39"N, 0°49'13"E）面积17.58 平方千米，位于法国奧克西塔尼大區热尔省，该省份为法国西南部内陆省份，北起顺时针与洛特-加龙省、塔恩-加龙省、上加龙省、上比利牛斯省、大西洋比利牛斯省和朗德省接壤。
与圣索维接壤的市镇（或旧市镇、城区）包括：昂桑、欧尼亚、布朗克福尔、克拉斯特、莫沃赞、圣安托南、圣玛丽。
圣索维的时区为UTC+01:00、UTC+02:00（夏令时）。

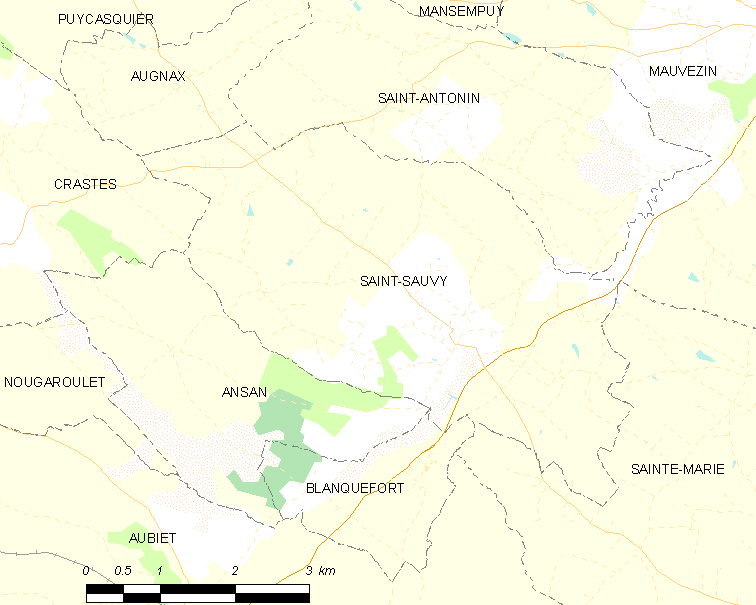
圣索维的OSM定位图

## 行政
圣索维的邮政编码为32270，INSEE市镇编码为32406。

## 政治
圣索维所属的省级选区为日莫讷-阿拉茨县。

## 人口

1962-2008年间圣索维人口变化图示

圣索维于2022年1月1日时的人口数量为353人。